# Mitchell Bard
Pour les articles homonymes, voir Bard.
Mitchell Bard est le directeur exécutif d'une entreprise coopérative américano-israélienne à but non lucratif (AICE). Il est surtout connu pour sa fonction de dirigeant de la Jewish Virtual Library, destinée à la compréhension de l'histoire et la culture juive.